# نشان ملی ترکمنستان
نشان ملی ترکمنستان پس از استقلال ترکمنستان از اتحاد جماهیر شوروی در سال ۱۹۹۱ ایجاد شد. مانند دیگر جمهوری‌های پدید آمده پس از شوروی که نمادهایشان به قبل از انقلاب اکتبر نمی‌رسد، نماد فعلی برخی از اجزای نماد شوروی مانند پنبه، گندم و قالی را حفظ کرده‌است. این نشان شامل یک ستاره سبز هشت وجهی (معروف به ربع حزب، نماد اسلام، که اکثریت ترکمن‌ها به آن معتقدند) است با لبه‌های طلایی و خوشه‌های گندم که یک صفحه دایره ای قرمز رنگ را در مرکز آن احاطه کرده که پنج گل فرش را حمل می‌کند و در مرکز آن دایره آبی کوچکتر با تصویری واقعی (به جای سبک هرالدیک) از یک اسب آخال‌تکه قرار گرفته که از یانارداگ، اسب رئیس‌جمهور سابق صفرمراد نیازف به عنوان مایه افتخار ترکمنستان برگرفته شده‌است. یک نوع مدور از این نشان از سال ۱۹۹۲ تا سال ۲۰۰۳ مورد استفاده قرار گرفت، زمانی که رئیس‌جمهور صفرمراد نیازوف، پیشنهاد تغییر ظاهر آن را داد و گفت که هشت ضلعی باستانی ترکمن‌ها به عنوان نماد فراوانی، صلح و آرامش در نظر گرفته شده‌است.